# Islam Bibi
Islam Bibi (pashtu:اسلام چاچی; aprile 1974 – 4 luglio 2013) è stata una poliziotta afghana operante nel quartier generale della provincia di Helmand in Afghanistan, pioniera nella lotta per il femminismo.
Al momento della sua morte era un'agente di polizia afgana di alto rango. Guidò operazioni contro i talebani, motivo per il quale ricevette numerose minacce di morte. Venne assassinata il 4 luglio del 2013.

## Biografia
Nacque nel 1974. Quando i talebani, negli anni '90 presero il controllo dell'Afganistan, Bibi si trovava in Iran con lo status di rifugiata. Nel 2001 ritornò nel suo paese e si unì alla polizia contro la volontà della sua famiglia. Per salvare l'"onore del cognome", suo fratello tentò di assassinarla.
Entrata a far parte delle forze di polizia nel 2003, raggiunse rapidamente la posizione di secondo tenente, per poi ricoprire, altrettanto rapidamente la leadership del CID, un risultato decisamente straordinario per una donna afgana. In quel periodo, in quanto la poliziotta di rango più alto, ricevette diverse minacce di morte. Guidò una delle più grandi squadre di polizia femminile afgane, specializzate nel rintracciare i talebani e alla ricerca di attentatrici suicide coperte dal burqa, in quanto le prime a poter entrare in qualsiasi casa durante le perquisizioni nelle aree femminili, laddove gli ufficiali di polizia maschi non erano ammessi. Come agenti di polizia, si coprivano il viso con sciarpe nere, indossavano stivali spessi e, in alcuni casi, sceglievano di indossare uniformi maschili. Human Rights Watch affermò che le poliziotte spesso subivano molestie sessuali e abusi verbali da parte dei loro colleghi maschi, in parte perché non disponevano nemmeno di strutture di base come i bagni per le donne. In tutte le stazioni di polizia afgane vi sono pochissime toilette femminili, e le donne che usano le toilette per uomini sono molto vulnerabili alle molestie.

## Morte
Bibi venne colpita nella mattinata del 4 luglio 2013 mentre si trovava in moto con suo genero a Lashkar Gah, la capitale della provincia di Helmand. Gravemente ferita morì al pronto soccorso dell'ospedale. Non venne avviata alcuna indagine per scoprire il responsabile dell'assassinio.
Ebbe 6 figli.